# Плавання на Чемпіонаті світу з водних видів спорту 2019
Змагання з плавання на Чемпіонаті світу з водних видів спорту 2019 тривали з 21 до 28 липня 2019 року.

## Розклад змагань
Розіграно 42 комплекти нагород.
Вказано місцевий час (UTC+9).
| З | Попередні запливи | ½ | Півфінали | Ф | Фінал |

| Дата →                               | Нед 21 | Нед 21 | Пон 22 | Пон 22 | Вів 23 | Вів 23 | Сер 24 | Сер 24 | Чет 25 | Чет 25 | П'ят 26 | П'ят 26 | Суб 27 | Суб 27 | Нед 28 | Нед 28 |
| Дисципліна ↓                         | Р      | В      | Р      | В      | Р      | В      | Р      | В      | Р      | В      | Р       | В       | Р      | В      | Р      | В      |
| ------------------------------------ | ------ | ------ | ------ | ------ | ------ | ------ | ------ | ------ | ------ | ------ | ------- | ------- | ------ | ------ | ------ | ------ |
| 50 м вільним стилем                  |        |        |        |        |        |        |        |        |        |        | З       | ½       |        | Ф      |        |        |
| 100 м вільним стилем                 |        |        |        |        |        |        | З      | ½      |        | Ф      |         |         |        |        |        |        |
| 200 м вільним стилем                 |        |        | З      | ½      |        | Ф      |        |        |        |        |         |         |        |        |        |        |
| 400 м вільним стилем                 | З      | Ф      |        |        |        |        |        |        |        |        |         |         |        |        |        |        |
| 800 м вільним стилем                 |        |        |        |        | З      |        |        | Ф      |        |        |         |         |        |        |        |        |
| 1500 м вільним стилем                |        |        |        |        |        |        |        |        |        |        |         |         | З      |        |        | Ф      |
| 50 м на спині                        |        |        |        |        |        |        |        |        |        |        |         |         | З      | ½      |        | Ф      |
| 100 м на спині                       |        |        | З      | ½      |        | Ф      |        |        |        |        |         |         |        |        |        |        |
| 200 м на спині                       |        |        |        |        |        |        |        |        | З      | ½      |         | Ф       |        |        |        |        |
| 50 м брасом                          |        |        |        |        | З      | ½      |        | Ф      |        |        |         |         |        |        |        |        |
| 100 м брасом                         | З      | ½      |        | Ф      |        |        |        |        |        |        |         |         |        |        |        |        |
| 200 м брасом                         |        |        |        |        |        |        |        |        | З      | ½      |         | Ф       |        |        |        |        |
| 50 м батерфляєм                      | З      | ½      |        | Ф      |        |        |        |        |        |        |         |         |        |        |        |        |
| 100 м батерфляєм                     |        |        |        |        |        |        |        |        |        |        | З       | ½       |        | Ф      |        |        |
| 200 м батерфляєм                     |        |        |        |        | З      | ½      |        | Ф      |        |        |         |         |        |        |        |        |
| 200 м комплексом                     |        |        |        |        |        |        | З      | ½      |        | Ф      |         |         |        |        |        |        |
| 400 м комплексом                     |        |        |        |        |        |        |        |        |        |        |         |         |        |        | З      | Ф      |
| естафета 4x100 метрів вільним стилем | З      | Ф      |        |        |        |        |        |        |        |        |         |         |        |        |        |        |
| естафета 4x200 метрів вільним стилем |        |        |        |        |        |        |        |        |        |        | З       | Ф       |        |        |        |        |
| естафета 4x100 метрів комплексом     |        |        |        |        |        |        |        |        |        |        |         |         |        |        | З      | Ф      |

| Дата →                               | Нед 21 | Нед 21 | Пон 22 | Пон 22 | Вів 23 | Вів 23 | Сер 24 | Сер 24 | Чет 25 | Чет 25 | П'ят 26 | П'ят 26 | Суб 27 | Суб 27 | Нед 28 | Нед 28 |
| Дисципліна ↓                         | Р      | В      | Р      | В      | Р      | В      | Р      | В      | Р      | В      | Р       | В       | Р      | В      | Р      | В      |
| ------------------------------------ | ------ | ------ | ------ | ------ | ------ | ------ | ------ | ------ | ------ | ------ | ------- | ------- | ------ | ------ | ------ | ------ |
| 50 м вільним стилем                  |        |        |        |        |        |        |        |        |        |        |         |         | З      | ½      |        | Ф      |
| 100 м вільним стилем                 |        |        |        |        |        |        |        |        | З      | ½      |         | Ф       |        |        |        |        |
| 200 м вільним стилем                 |        |        |        |        | З      | ½      |        | Ф      |        |        |         |         |        |        |        |        |
| 400 м вільним стилем                 | З      | Ф      |        |        |        |        |        |        |        |        |         |         |        |        |        |        |
| 800 м вільним стилем                 |        |        |        |        |        |        |        |        |        |        | З       |         |        | Ф      |        |        |
| 1500 м вільним стилем                |        |        | З      |        |        | Ф      |        |        |        |        |         |         |        |        |        |        |
| 50 м на спині                        |        |        |        |        |        |        | З      | ½      |        | Ф      |         |         |        |        |        |        |
| 100 м на спині                       |        |        | З      | ½      |        | Ф      |        |        |        |        |         |         |        |        |        |        |
| 200 м на спині                       |        |        |        |        |        |        |        |        |        |        | З       | ½       |        | Ф      |        |        |
| 50 м брасом                          |        |        |        |        |        |        |        |        |        |        |         |         | З      | ½      |        | Ф      |
| 100 м брасом                         |        |        | З      | ½      |        | Ф      |        |        |        |        |         |         |        |        |        |        |
| 200 м брасом                         |        |        |        |        |        |        |        |        | З      | ½      |         | Ф       |        |        |        |        |
| 50 м батерфляєм                      |        |        |        |        |        |        |        |        |        |        | З       | ½       |        | Ф      |        |        |
| 100 м батерфляєм                     | З      | ½      |        | Ф      |        |        |        |        |        |        |         |         |        |        |        |        |
| 200 м батерфляєм                     |        |        |        |        |        |        | З      | ½      |        | Ф      |         |         |        |        |        |        |
| 200 м комплексом                     | З      | ½      |        | Ф      |        |        |        |        |        |        |         |         |        |        |        |        |
| 400 м комплексом                     |        |        |        |        |        |        |        |        |        |        |         |         |        |        | З      | Ф      |
| естафета 4x100 метрів вільним стилем | З      | Ф      |        |        |        |        |        |        |        |        |         |         |        |        |        |        |
| естафета 4x200 метрів вільним стилем |        |        |        |        |        |        |        |        | З      | Ф      |         |         |        |        |        |        |
| естафета 4x100 метрів комплексом     |        |        |        |        |        |        |        |        |        |        |         |         |        |        | З      | Ф      |

| Дата →                               | Нед 21 | Нед 21 | Пон 22 | Пон 22 | Вів 23 | Вів 23 | Сер 24 | Сер 24 | Чет 25 | Чет 25 | П'ят 26 | П'ят 26 | Суб 27 | Суб 27 | Нед 28 | Нед 28 |
| Дисципліна ↓                         | Р      | В      | Р      | В      | Р      | В      | Р      | В      | Р      | В      | Р       | В       | Р      | В      | Р      | В      |
| ------------------------------------ | ------ | ------ | ------ | ------ | ------ | ------ | ------ | ------ | ------ | ------ | ------- | ------- | ------ | ------ | ------ | ------ |
| естафета 4x100 метрів вільним стилем |        |        |        |        |        |        |        |        |        |        |         |         | З      | Ф      |        |        |
| естафета 4x100 метрів комплексом     |        |        |        |        |        |        | З      | Ф      |        |        |         |         |        |        |        |        |

## Медальний залік

### Таблиця медалей
| Місце               | Країна              | Золото | Срібло | Бронза | Загалом |
| ------------------- | ------------------- | ------ | ------ | ------ | ------- |
| 1                   | США                 | 14     | 8      | 5      | 27      |
| 2                   | Австралія           | 5      | 9      | 5      | 19      |
| 3                   | Угорщина            | 4      | 0      | 0      | 4       |
| 4                   | Росія               | 3      | 7      | 6      | 16      |
| 5                   | Італія              | 3      | 2      | 3      | 8       |
| 6                   | Китай               | 3      | 2      | 2      | 7       |
| 7                   | Велика Британія     | 3      | 1      | 3      | 7       |
| 8                   | Японія              | 2      | 2      | 2      | 6       |
| 9                   | Канада              | 2      | 0      | 6      | 8       |
| 10                  | Швеція              | 1      | 2      | 2      | 5       |
| 11                  | ПАР                 | 1      | 1      | 2      | 4       |
| 12                  | Німеччина           | 1      | 1      | 0      | 2       |
| 13                  | Бразилія            | 0      | 3      | 2      | 5       |
| 14                  | Греція              | 0      | 1      | 0      | 1       |
| 14                  | Норвегія            | 0      | 1      | 0      | 1       |
| 14                  | Нідерланди          | 0      | 1      | 0      | 1       |
| 14                  | Україна             | 0      | 1      | 0      | 1       |
| 14                  | Швейцарія           | 0      | 1      | 0      | 1       |
| 19                  | Франція             | 0      | 0      | 2      | 2       |
| 20                  | Єгипет              | 0      | 0      | 1      | 1       |
| 20                  | Нова Зеландія       | 0      | 0      | 1      | 1       |
| Загалом (21 збірна) | Загалом (21 збірна) | 42     | 43     | 42     | 127     |

### Чоловіки
| Дисципліна                      | Золото | Золото       | Срібло | Срібло     | Бронза | Бронза     |
| ------------------------------- | --- | ------------ | --- | ---------- | --- | ---------- |
| 50 м вільним стилем             | Кайлеб Дрессел · США | 21.04 CR, NR | Бруно Фратус · Бразилія Крістіан Голомєєв · Греція | 21.45      | Не вручали |            |
| 100 м вільним стилем            | Кайлеб Дрессел · США | 46.96 NR     | Кайл Чалмерс · Австралія | 47.08      | Владислав Гриньов · Росія | 47.82      |
| 200 м вільним стилем            | Сунь Ян · Китай | 1:44.93      | Мацумото Кацухіро · Японія | 1:45.22 NR | Мартин Малютін · РосіяДанкан Скотт · Велика Британія | 1:45.63    |
| 400 м вільним стилем            | Сунь Ян · Китай | 3:42.44      | Мак Гортон · Австралія | 3:43.17    | Габріеле Детті · Італія | 3:43.23 NR |
| 800 м вільним стилем            | Грегоріо Пальтріньєрі · Італія | 7:39.27 ER   | Генрік Крістіансен · Норвегія | 7:41.28 NR | Давід Обрі · Франція | 7:42.08 NR |
| 1500 м вільним стилем           | Флоріан Веллброк · Німеччина | 14:36.54     | Михайло Романчук · Україна | 14:37.63   | Грегоріо Пальтріньєрі · Італія | 14:38.75   |
|                                 | |              | |            | |            |
| 50 м на спині                   | Зейн Ведделл · Південно-Африканська Республіка | 24.43        | Євген Рилов · Росія | 24.49      | Климент Колесников · Росія | 24.51      |
| 100 м на спині                  | Сюй Цзяюй · Китай | 52.43        | Євген Рилов · Росія | 52.67      | Мітч Ларкін · Австралія | 52.77      |
| 200 м на спині                  | Євген Рилов · Росія | 1:53.40      | Раян Мерфі · США | 1:54.12    | Люк Грінбенк · Велика Британія | 1:55.85    |
|                                 | |              | |            | |            |
| 50 м брасом                     | Адам Піті · Велика Британія | 26.06        | Феліпе Ліма · Бразилія | 26.66      | Жоан Гомес Жуніор · Бразилія | 26.69      |
| 100 м брасом                    | Адам Піті · Велика Британія | 57.14        | Джеймс Вілбі · Велика Британія | 58.46      | Ян Цзібей · Китай | 58.63 AS   |
| 200 м брасом                    | Антон Чупков · Росія | 2:06.12 WR   | Метью Вілсон · Австралія | 2:06.68    | Іппей Ватанабе · Японія | 2:06.73    |
|                                 | |              | |            | |            |
| 50 м батерфляєм                 | Кайлеб Дрессел · США | 22.35 CR, AM | Oleg Kostin · Росія | 22.70 NR   | Ніколас Сантуш · Бразилія | 22.79      |
| 100 м батерфляєм                | Кайлеб Дрессел · США | 49.66        | Мінаков Андрій Дмитрович · Росія | 50.83 NR   | Чад ле Клос · Південно-Африканська Республіка | 51.16      |
| 200 м батерфляєм                | Крістоф Мілак · Угорщина | 1:50.73 WR   | Сето Дайя · Японія | 1:53.86    | Чад ле Клос · Південно-Африканська Республіка | 1:54.15    |
|                                 | |              | |            | |            |
| 200 м комплексом                | Сето Дайя · Японія | 1:56.14      | Жеремі Депланш · Швейцарія | 1:56.56 NR | Чейз Каліш · США | 1:56.78    |
| 400 м комплексом                | Сето Дайя · Японія | 4:08.95      | Джей Літерланд · США | 4:09.22    | Льюїс Клербурт · Нова Зеландія | 4:12.07 NR |
|                                 | |              | |            | |            |
| естафета 4×100 м вільним стилем | США · Кайлеб Дрессел (47.63) · Блейк П'єроні (47.49) · Зак Еппл (46.86) · Натан Едрієн (47.08) · Тавнлі Гаас[a] · Майкл Чедвік[a]                          | 3:09.06 CR   | Росія · Владислав Гриньов (47.83) · Володимир Морозов (47.62) · Климент Колесников (47.50) · Євген Рилов (47.02) · Мінаков Андрій Дмитрович[a]                    | 3:09.97    | Австралія · Кемерон Макевой (48.44) · Клайд Льюїс (47.61) · Александер Грем (48.11) · Кайл Чалмерс (47.06)                                                                                                  | 3:11.22    |
| естафета 4×200 м вільним стилем | Австралія · Клайд Льюїс (1:45.58) · Кайл Чалмерс (1:45.37) · Александер Грем (1:45.05) · Мак Гортон (1:44.85) · Джек Маклафлін[a] · Томас Фрейзер-Голмс[a] | 7:00.85 OC   | Росія · Михайло Довгалюк (1:45.56) · Михайло Вековищев (1:45.45) · Олександр Красних (1:45.38) · Мартин Малютін (1:45.42) · Іван Гірьов[a]                        | 7:01.81    | США · Ендрю Селіскар (1:45.81) · Блейк П'єроні (1:44.98) · Зак Еппл (1:46.03) · Тавнлі Гаас (1:45.16) · Джек Конгер[a] · Джек Левант[a]                                                                     | 7:01.98    |
| естафета 4×100 м комплексом     | Велика Британія · Люк Грінбенк (53.95) · Адам Піті (57.20) · Джеймс Гай (50.81) · Данкан Скотт (46.14) · Джеймс Вілбі[a]                                   | 3:28.10 ER   | США · Раян Мерфі (52.92) · Ендрю Вілсон (58.65) · Кайлеб Дрессел (49.28) · Натан Едрієн (47.60) · Метт Греверс[a] · Майкл Ендрю[a] · Джек Конгер[a] · Зак Еппл[a] | 3:28.45    | Росія · Євген Рилов (52.57) · Кирило Пригода (58.68) · Мінаков Андрій Дмитрович (50.54) · Володимир Морозов (47.02) · Климент Колесников[a] · Антон Чупков[a] · Михайло Вековищев[a] · Владислав Гриньов[a] | 3:28.81 NR |
| Шаблон:Swimming record codes    | |              | |            | |            |

a  Плавці, що взяли участь лише в попередніх запливах і одержали медалі.

### Жінки
| Дисципліна                      | Золото | Золото      | Срібло | Срібло      | Бронза | Бронза     |
| ------------------------------- | --- | ----------- | --- | ----------- | --- | ---------- |
| 50 м вільним стилем             | Сімоне Мануель · США | 24.05       | Сара Шестрем · Швеція | 24.07       | Кейт Кемпбелл · Австралія | 24.11      |
| 100 м вільним стилем            | Сімоне Мануель · США | 52.04 AM    | Кейт Кемпбелл · Австралія | 52.43       | Сара Шестрем · Швеція | 52.46      |
| 200 м вільним стилем            | Федеріка Пеллегріні · Італія | 1:54.22     | Аріарн Тітмус · Австралія | 1:54.66     | Сара Шестрем · Швеція | 1:54.78    |
| 400 м вільним стилем            | Аріарн Тітмус · Австралія | 3:58.76 OC  | Кейті Ледекі · США | 3:59.97     | Леа Сміт · США | 4:01.29    |
| 800 м вільним стилем            | Кейті Ледекі · США | 8:13.58     | Сімона Квадарелла · Італія | 8:14.99 NR  | Аріарн Тітмус · Австралія | 8:15.70 OC |
| 1500 м вільним стилем           | Сімона Квадарелла · Італія | 15:40.89 NR | Сара Келер · Німеччина | 15:48.83 NR | Ван Цзяньцзяхе · Китай | 15:51.00   |
|                                 | |             | |             | |            |
| 50 м на спині                   | Олівія Смоліга · США | 27.33 NR    | Етьєн Медейрос · Бразилія | 27.44       | Дарія Васькіна · Росія | 27.51      |
| 100 м на спині                  | Кайлі Масс · Канада | 58.60       | Мінна Атертон · Австралія | 58.85       | Олівія Смоліга · США | 58.91      |
| 200 м на спині                  | Реган Сміт · США | 2:03.69     | Кейлі Маккіон · Австралія | 2:06.26     | Кайлі Масс · Канада | 2:06.62    |
|                                 | |             | |             | |            |
| 50 м брасом                     | Ліллі Кінг · США | 29.84       | Бенедетта Пілато · Італія | 30.00       | Юлія Єфімова · Росія | 30.15      |
| 100 м брасом                    | Ліллі Кінг · США | 1:04.93     | Юлія Єфімова · Росія | 1:05.49     | Мартіна Карраро · Італія | 1:06.36 NR |
| 200 м брасом                    | Юлія Єфімова · Росія | 2:20.17     | Татьяна Шенмейкер · Південно-Африканська Республіка | 2:22.52     | Сідні Пікрем · Канада | 2:22.90    |
|                                 | |             | |             | |            |
| 50 м батерфляєм                 | Сара Шестрем · Швеція | 25.02       | Раномі Кромовідьойо · Нідерланди | 25.35       | Фаріда Осман · Єгипет | 25.47      |
| 100 м батерфляєм                | Меґґі Мак-Ніл · Канада | 55.83 AM    | Сара Шестрем · Швеція | 56.22       | Емма Маккеон · Австралія | 56.61      |
| 200 м батерфляєм                | Богларка Капаш · Угорщина | 2:06.78     | Галі Флікінджер · США | 2:06.95     | Кеті Дребот · США | 2:07.04    |
|                                 | |             | |             | |            |
| 200 м комплексом                | Катінка Хоссу · Угорщина | 2:07.53     | Є Шивень · Китай | 2:08.60     | Сідні Пікрем · Канада | 2:08.70    |
| 400 м комплексом                | Катінка Хоссу · Угорщина | 4:30.39     | Є Шивень · Китай | 4:32.07     | Охасі Юї · Японія | 4:32.33    |
|                                 | |             | |             | |            |
| естафета 4×100 м вільним стилем | Австралія · Бронте Кемпбелл (52.85) · Бріанна Тросселл (53.34) · Емма Маккеон (52.57) · Кейт Кемпбелл (51.45) · Медісон Вілсон[b]                                                        | 3:30.21 CR  | США · Меллорі Комерфорд (52.98) · Еббі Вейтцейл (52.66) · Келсі Воррелл (53.46) · Сімоне Мануель (51.92) · Еллісон Шмітт[b] · Марго Гір[b] · Лія Ніл[b]                   | 3:31.02 AM  | Канада · Кайла Санчес (53.72) · Тейлор Рак (52.19) · Пенні Олексяк (52.69) · Меґґі Мак-Ніл (53.18) · Ребекка Сміт[b]                                   | 3:31.78 NR |
| естафета 4×200 м вільним стилем | Австралія · Аріарн Тітмус (1:54.27) OC · Медісон Вілсон (1:56.73) · Бріанна Тросселл (1:55.60) · Емма Маккеон (1:54.90) · Ліа Ніл[b] · Кіа Мелвертон[b]                                  | 7:41.50 WR  | США · Сімоне Мануель (1:56.09) · Кейті Ледекі (1:54.61) · Мелані Маргаліс (1:55.81) · Кейті Маклафлін (1:55.36) · Еллісон Шмітт[b] · Ґеббі Делуф[b] · Леа Сміт[b]         | 7:41.87 AM  | Канада · Кайла Санчес (1:57.32) · Тейлор Рак (1:56.41) · Емілі Оверголт (1:56.26) · Пенні Олексяк (1:54.36) · Ребекка Сміт[b] · Емма О'Кройнін[b]      | 7:44.35 NR |
| естафета 4×100 м комплексом     | США · Реган Сміт (57.57) WR · Ліллі Кінг (1:04.81) · Келсі Воррелл (56.16) · Сімоне Мануель (51.86) · Олівія Смоліга[b] · Мелані Маргаліс[b] · Кейті Маклафлін[b] · Меллорі Комерфорд[b] | 3:50.40 WR  | Австралія · Мінна Атертон (59.06) · Джессіка Гансен (1:06.08) · Емма Маккеон (56.32) · Кейт Кемпбелл (51.96) · Кейлі Маккіон[b] · Бріанна Тросселл[b] · Медісон Вілсон[b] | 3:53.42     | Канада · Кайлі Масс (59.12) · Сідні Пікрем (1:06.42) · Меґґі Мак-Ніл (55.56) · Пенні Олексяк (52.48) · К'єра Сміт[b] · Ребекка Сміт[b] · Тейлор Рак[b] | 3:53.58 NR |
| Шаблон:Swimming record codes    | |             | |             | |            |

b  Плавчині, що взяли участь лише в попередніх запливах і одержали медалі.

### Змішані
| Дисципліна                      | Золото | Золото     | Срібло | Срібло     | Бронза | Бронза  |
| ------------------------------- | --- | ---------- | --- | ---------- | --- | ------- |
| естафета 4×100 м вільним стилем | США · Кайлеб Дрессел (47.34) · Зак Еппл (47.34) · Меллорі Комерфорд (52.72) · Сімоне Мануель (52.00) · Блейк П'єроні[c] · Натан Едрієн[c] · Кейті Маклафлін[c] · Еббі Вейтцейл[c] | 3:19.40 WR | Австралія · Кайл Чалмерс (47.37) · Клайд Льюїс (48.18) · Емма Маккеон (52.06) · Бронте Кемпбелл (52.36) · Кемерон Макевой[c] · Александер Грем[c] · Бріанна Тросселл[c] · Медісон Вілсон[c] | 3:19.97 OC | Франція · Клеман Міньйон (48.44) · Мехді Метелла (47.78) · Шарлотт Бонне (52.87) · Марі Ваттель (53.02) · Максім Груссе[c] · Беріль Гастальделло[c] | 3:22.11 |
| естафета 4×100 м комплексом     | Австралія · Мітч Ларкін (53.47) · Метью Вілсон (58.37) · Емма Маккеон (56.14) · Кейт Кемпбелл (51.10) · Мінна Атертон[c] · Matthew Temple[c] · Бронте Кемпбелл[c]                 | 3:39.08    | США · Раян Мерфі (52.46) · Ліллі Кінг (1:04.94) · Кайлеб Дрессел (49.33) · Сімоне Мануель (52.37) · Метт Греверс[c] · Ендрю Вілсон[c] · Келсі Воррелл[c] · Меллорі Комерфорд[c]             | 3:39.10    | Велика Британія · Джорджія Девіс (59.25) · Адам Піті (57.73) · Джеймс Гай (50.72) · Фрея Андерсон (52.98) · Джеймс Вілбі[c]                         | 3:40.68 |
| Шаблон:Swimming record codes    | |            | |            | |         |

c  Плавці, що взяли участь лише в попередніх запливах і одержали медалі.

## Рекорди
Під час змагань встановлено такі світові рекорди і рекорди чемпіонатів світу.

### Світові рекорди
| Дата     | Дисципліна                                          | Для дисципліни              | Час      | Ім'я                                                                                               | Країна          |
| -------- | --------------------------------------------------- | --------------------------- | -------- | -------------------------------------------------------------------------------------------------- | --------------- |
| 21 липня | 100 метрів брасом (чоловіки), півфінали             | (тієї самої)                | 56.88    | Адам Піті                                                                                          | Велика Британія |
| 24 липня | 200 метрів батерфляєм (чоловіки), фінал             | (тієї самої)                | 1:50.73  | Крістоф Мілак                                                                                      | Угорщина        |
| 25 липня | 200 метрів брасом (чоловіки), півфінали             | (тієї самої)                | =2:06.67 | Метью Вілсон                                                                                       | Австралія       |
| 25 липня | Естафета 4x200 метрів вільним стилем (жінки), фінал | (тієї самої)                | 7:41.50  | Аріарн Тітмус (1:54.27) Медісон Вілсон (1:56.73) Бріанна Тросселл (1:55.60) Емма Маккеон (1:54.90) | Австралія       |
| 26 липня | 100 метрів батерфляєм (чоловіки), півфінали         | (тієї самої)                | 49.50    | Кайлеб Дрессел                                                                                     | США             |
| 26 липня | 200 метрів на спині (жінки), півфінали              | (тієї самої)                | 2:03.35  | Реган Сміт                                                                                         | США             |
| 26 липня | 200 метрів брасом (чоловіки), фінал                 | (тієї самої)                | 2:06.12  | Антон Чупков                                                                                       | Росія           |
| 27 липня | Змішана естафета 4x100 метрів вільним стилем        | (тієї самої)                | 3:19.40  | Кайлеб Дрессел (47.34) Зак Еппл (47.34) Меллорі Комерфорд (52.72) Сімоне Мануель (52.00)           | США             |
| 28 липня | Естафета 4x100 метрів комплексом (жінки), фінал     | 100 метрів на спині (жінки) | 57.57    | Реган Сміт                                                                                         | США             |
| 28 липня | Естафета 4x100 метрів комплексом (жінки)            | (тієї самої)                | 3:50.40  | Реган Сміт (57.57) Ліллі Кінг (1:04.81) Келсі Воррелл (56.16) Сімоне Мануель (51.86)               | США             |

### Рекорди чемпіонату
| Дата     | Дисципліна                                             | Час     | Ім'я                                                                                        | Країна    |
| -------- | ------------------------------------------------------ | ------- | ------------------------------------------------------------------------------------------- | --------- |
| 21 липня | 50 метрів батерфляєм (чоловіки), півфінали             | 22.57   | Кайлеб Дрессел                                                                              | США       |
| 21 липня | Естафета 4x100 метрів вільним стилем (чоловіки), фінал | 3:09.06 | Кайлеб Дрессел (47.63) Блейк П'єроні (47.49) Зак Еппл (46.86) Натан Едрієн (47.08)          | США       |
| 21 липня | Естафета 4x100 метрів вільним стилем (жінки), фінал    | 3:30.21 | Бронте Кемпбелл (52.85) Бріанна Тросселл (53.34) Емма Маккеон (52.57) Кейт Кемпбелл (51.45) | Австралія |
| 22 липня | 100 метрів на спині (чоловіки), півфінали              | 52.17   | Сюй Цзяюй                                                                                   | КНР       |
| 22 липня | 50 метрів батерфляєм (чоловіки), фінал                 | 22.35   | Кайлеб Дрессел                                                                              | США       |
| 25 липня | 200 метрів брасом (чоловіки), півфінали                | 2:06.83 | Антон Чупков                                                                                | Росія     |
| 27 липня | 50 метрів вільним стилем (чоловіки), фінал             | 21.04   | Кайлеб Дрессел                                                                              | США       |